# توالی‌یاب دی‌ان‌ای
توالی‌یاب دی‌ان‌ای (انگلیسی: DNA sequencer) ابزاری علمی است که برای خودکارسازی فرایند توالی‌یابی دی‌ان‌ای استفاده می‌شود. با استفاده از نمونه‌ای از دی‌ان‌ای، از یک توالی‌یاب دی‌ان‌ای برای تعیین توالی چهار باز G (گوانین), C (سیتوزین), A (آدنین) و T (تیمین) استفاده می‌شود. سپس این به عنوان یک متن رشته، به نام خوانده (read) گزارش می‌شود. برخی از توالی‌یاب‌های دی‌ان‌ای را همچنین می‌توان به عنوان ابزار و تجهیزات اپتیکی در نظر گرفت، زیرا آن‌ها سیگنال‌های نوری را که از فلوئورسازه‌های متصل به نوکلئوتید سرچشمه می‌گیرند، تجزیه و تحلیل می‌کنند.
اولین توالی‌یاب دی‌ان‌ای خودکار، که توسط لوید ام. اسمیت اختراع شد، در سال ۱۹۸۷ توسط اپلاید بایوسیستمز معرفی شد. از روش توالی‌یابی به روش سنگر استفاده می‌کرد، فناوری که اساس «نسل اول» توالی‌یاب‌های دی‌ان‌ای را تشکیل می‌داد. و امکان تکمیل پروژه ژنوم انسان را در سال ۲۰۰۱ فراهم کرد.
پروژه ژنوم انسان موجب توسعه پلتفرم‌های ارزان‌تر، با توان عملیاتی بالا و دقت بیشتر، موسوم به توالی‌یاب‌های نسل بعدی (NGS) برای تعیین توالی ژنوم انسان شد. این پلتفرم‌ها شامل توالی‌یاب‌های ۴۵۴، SOLiD و ایلومینا هستند. ماشین‌های توالی‌یابی نسل بعدی، سرعت توالی‌یابی دی‌ان‌ای را به‌طور قابل توجهی نسبت به روش‌های سنتی سانگر افزایش داده‌اند. نمونه‌های دی‌ان‌ای می‌توانند در عرض ۹۰ دقیقه به صورت خودکار آماده شوند، در حالی که ژنوم انسان می‌تواند با پوشش ۱۵ برابری ظرف چند روز توالی‌یابی شود.
نسل جدیدتر توالی‌یاب‌های دی‌ان‌ای، مانند PacBio SMRT و ترتیب توالی نانوپوره، امکان توالی‌یابی مولکول‌های بلند را فراهم می‌کنند، برخلاف فناوری‌های خوانش کوتاه مانند Illumina SBS یا DNBSEQ شرکت MGI Tech.
به دلیل محدودیت‌های فناوری توالی‌یابی دی‌ان‌ای، خوانش‌های بسیاری از این فناوری‌ها کوتاه‌تر از طول یک ژنوم هستند؛ بنابراین، این خوانش‌ها باید بازسازی توالی شوند تا به کانتیگهای بلندتری تبدیل شوند. داده‌ها همچنین ممکن است شامل خطاهایی باشند که به دلیل محدودیت‌های تکنیک توالی‌یابی یا خطاهای حاصل از واکنش زنجیره‌ای پلیمراز ایجاد می‌شوند. تولیدکنندگان توالی‌یاب‌های دی‌ان‌ای از روش‌های مختلفی برای شناسایی بازهای دی‌ان‌ای استفاده می‌کنند. پروتکل‌های خاصی که در پلتفرم‌های مختلف به کار می‌روند، تأثیر مستقیمی بر کیفیت داده‌های تولیدشده دارند؛ بنابراین، مقایسه کیفیت داده‌ها و هزینه در فناوری‌های مختلف ممکن است دشوار باشد. هر تولیدکننده روش‌های خاص خود را برای اطلاع‌رسانی خطاهای توالی‌یابی و امتیازات مربوط ارائه می‌دهد. اما این خطاها و امتیازات بین پلتفرم‌های مختلف همیشه قابل مقایسه نیستند. ازآنجاکه این سیستم‌ها بر رویکردهای مختلف توالی‌یابی دی‌ان‌ای متکی هستند، انتخاب بهترین توالی‌یاب و روش معمولاً به اهداف آزمایش و بودجه موجود بستگی دارد.

## تاریخچه
اولین روش‌های توالی‌یابی دی‌ان‌ای توسط گیلبرت (۱۹۷۳) و سانگر (۱۹۷۵) توسعه یافت. گیلبرت روشی مبتنی بر اصلاح شیمیایی دی‌ان‌ای و سپس شکستن آن در بازهای خاص معرفی کرد، درحالی‌که تکنیک سانگر مبتنی بر dideoxynucleotide و توقف زنجیره‌ای بود. روش سانگر به دلیل کارایی بالاتر و استفاده کم از مواد رادیواکتیو محبوب شد.
اولین توالی‌یاب خودکار دی‌ان‌ای، AB370A، در سال ۱۹۸۶ توسط اپلاید بایوسیستمز معرفی شد. این دستگاه قادر به توالی‌یابی ۹۶ نمونه به‌صورت هم‌زمان با سرعت ۵۰۰ کیلوباز در روز و با طول خوانش تا ۶۰۰ باز بود. این دستگاه آغازگر «نسل اول» توالی‌یاب‌های دی‌ان‌ای بود. این روش‌ها شامل توالی‌یابی سانگر، نوکلئوتیدهای فلورسانت dideoxy و ژل پلی‌اکریل‌آمید میان صفحات شیشه‌ای بودند. این تکنیک‌ها پایه‌ای برای تکمیل پروژه ژنوم انسان در سال ۲۰۰۱ ایجاد کردند.
در سال ۲۰۰۵، 454 Life Sciences توالی‌یاب ۴۵۴ را معرفی کرد که به‌دنبال آن Solexa Genome Analyzer و SOLiD توسط Agencourt در سال ۲۰۰۶ عرضه شدند. این سیستم‌ها هنوز هم به دلیل هزینه رقابتی، دقت و عملکرد بالا رایج‌ترین سیستم‌های NGS هستند.
در سال‌های اخیر، نسل سوم توالی‌یاب‌های دی‌ان‌ای معرفی شدند. روش‌های توالی‌یابی این دستگاه‌ها نیازی به واکنش زنجیره‌ای پلیمراز (PCR) ندارند که باعث تسریع آماده‌سازی نمونه و کاهش خطاها می‌شود. همچنین داده‌های توالی‌یابی از واکنش‌های ایجادشده در زمان افزودن نوکلئوتیدها به رشته مکمل در زمان واقعی جمع‌آوری می‌شوند. شرکت پاسیفیک بایوساینسز از روش «توالی‌یابی تک‌مولکولی در زمان واقعی» (SMRT) استفاده می‌کند، درحالی‌که آکسفورد نانوپور تکنالاجیز از سامانه‌های الکترونیکی مبتنی بر فناوری نانوپوره بهره می‌برد.

## تولیدکنندگان توالی‌یاب‌های دی‌ان‌ای
توالی‌یاب‌های دی‌ان‌ای توسط شرکت‌های زیر، از جمله دیگر شرکت‌ها، توسعه داده شده، تولید و عرضه شده‌اند.

### روش
توالی‌یاب ۴۵۴ اولین توالی‌یاب نسل بعدی بود که به موفقیت تجاری دست یافت. این دستگاه توسط 454 Life Sciences توسعه یافت و در سال ۲۰۰۷ توسط روش (Roche) خریداری شد. فناوری ۴۵۴ از شناسایی پیروفسفات آزادشده در واکنش پلیمراز دی‌ان‌ای هنگام افزودن نوکلئوتید به رشته الگو استفاده می‌کند.
روش در حال حاضر دو سیستم مبتنی بر فناوری پیرودنباله‌یابی خود تولید می‌کند: سیستم GS FLX+ و سیستم GS Junior. سیستم GS FLX+ طول خوانش‌هایی در حدود ۱۰۰۰ جفت باز و سیستم GS Junior طول خوانش‌هایی تا ۴۰۰ جفت باز را ارائه می‌دهد. یک نسخه پیشین از GS FLX+، سیستم 454 GS FLX Titanium، در سال ۲۰۰۸ عرضه شد و توانایی تولید ۰٫۷ گیگابایت داده در هر اجرا، دقت ۹۹٫۹٪ پس از فیلتر کیفیت، و طول خوانش تا ۷۰۰ جفت باز را داشت. در سال ۲۰۰۹، Roche دستگاه GS Junior را عرضه کرد که یک نسخه رومیزی از توالی‌یاب ۴۵۴ با طول خوانش تا ۴۰۰ جفت باز و فرایند ساده‌تر آماده‌سازی کتابخانه و پردازش داده بود.
یکی از مزایای سیستم‌های ۴۵۴ سرعت اجرای آنها است. با خودکارسازی آماده‌سازی کتابخانه و نیمه‌خودکارسازی واکنش PCR امولسیونی، نیروی انسانی می‌تواند کاهش یابد. یکی از معایب سیستم ۴۵۴ احتمال خطا در تخمین تعداد بازها در یک رشته بلند از نوکلئوتیدهای مشابه است. این خطا به عنوان خطای هموپلیمر شناخته می‌شود و هنگامی رخ می‌دهد که ۶ باز مشابه یا بیشتر به‌صورت متوالی وجود داشته باشد. یک عیب دیگر هزینه بالاتر مواد مصرفی این سیستم‌ها نسبت به سایر توالی‌یاب‌های نسل بعدی است.
در سال ۲۰۱۳، Roche اعلام کرد که توسعه فناوری ۴۵۴ را متوقف کرده و دستگاه‌های ۴۵۴ را تا سال ۲۰۱۶ که فناوری آنها رقابتی نبود، به‌طور کامل از خط تولید خارج خواهد کرد.
روش چندین ابزار نرم‌افزاری تولید می‌کند که برای تحلیل داده‌های توالی‌یابی ۴۵۴ بهینه‌سازی شده‌اند. این ابزارها شامل:
- GS Run Processor که تصاویر خام تولیدشده توسط اجرای توالی‌یابی را به مقادیر شدت تبدیل می‌کند.[۱۸] این فرایند شامل دو مرحله اصلی پردازش تصویر و پردازش سیگنال است. نرم‌افزار همچنین نرمال‌سازی، اصلاح سیگنال، خواندن بازها و امتیازدهی کیفیت برای خوانش‌های جداگانه را اعمال می‌کند.
- GS De Novo Assembler ابزاری برای مونتاژ de novo کل ژنوم‌ها تا اندازه ۳ گیگابایت از خوانش‌های شاتگان یا ترکیبی با داده‌های جفت انتهایی تولیدشده توسط توالی‌یاب‌های ۴۵۴ است. این نرم‌افزار همچنین از مونتاژ de novo و تحلیل رونوشت‌ها و همچنین شناسایی انواع ایزوفورم پشتیبانی می‌کند.[۱۷]
- GS Reference Mapper که خوانش‌های کوتاه را به ژنوم مرجع نگاشت کرده و یک توالی توافقی تولید می‌کند. این نرم‌افزار قادر به تولید فایل‌های خروجی برای ارزیابی است که نشان‌دهنده درج‌ها، حذف‌ها و SNPها هستند.
- در نهایت، GS Amplicon Variant Analyzer خوانش‌های نمونه‌های آمپلیکون را با یک مرجع تراز کرده و انواع (مرتبط یا غیرمرتبط) و فراوانی آنها را شناسایی می‌کند. این ابزار همچنین می‌تواند انواع ناشناخته و با فرکانس پایین را تشخیص دهد. ابزار شامل ابزارهای گرافیکی برای تحلیل ترازها نیز هست.[۱۷]

### ایلومینا

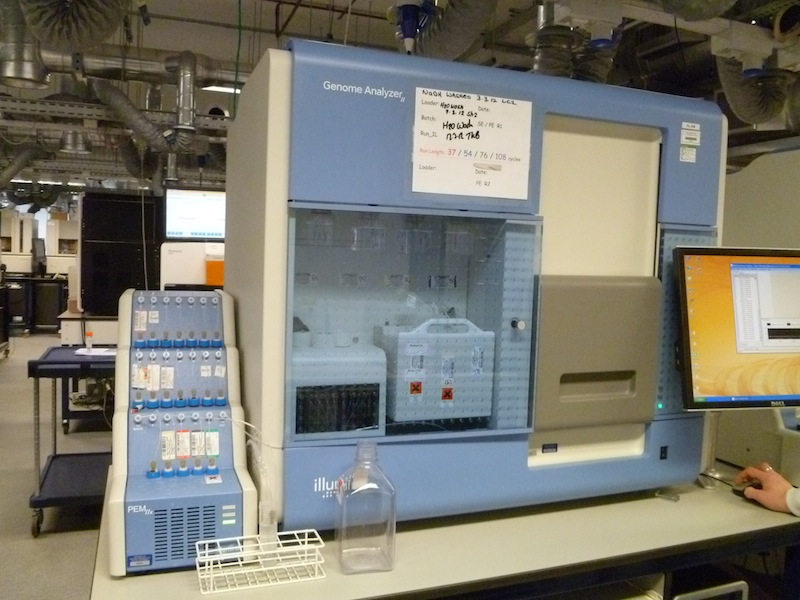
دستگاه توالی‌یابی Illumina Genome Analyzer II

ایلومینا تعدادی از دستگاه‌های توالی‌یاب نسل بعدی را با استفاده از فناوری خریداری‌شده از Manteia Predictive Medicine و توسعه‌یافته توسط Solexa تولید می‌کند. ایلومینا دستگاه‌های مختلف توالی‌یاب نسل بعدی مانند HiSeq, Genome Analyzer IIx, MiSeq و HiScanSQ را تولید می‌کند که می‌توانند ریزآرایه دی‌ان‌ای را نیز پردازش کنند.
این فناوری که به توالی‌یاب‌های دی‌ان‌ای منجر شد، ابتدا در سال ۲۰۰۶ توسط Solexa به‌عنوان Genome Analyzer منتشر شد. ایلومینا در سال ۲۰۰۷ Solexa را خریداری کرد. Genome Analyzer از روش توالی‌یابی با سنتز استفاده می‌کند. مدل اولیه این دستگاه در هر اجرا 1G تولید می‌کرد. در سال ۲۰۰۹، خروجی از 20G در هر اجرا در آگوست به 50G در هر اجرا در دسامبر افزایش یافت. در سال ۲۰۱۰، ایلومینا دستگاه HiSeq 2000 را با خروجی ۲۰۰ و سپس 600G در هر اجرا (در مدت ۸ روز) منتشر کرد. در زمان عرضه، HiSeq 2000 یکی از ارزان‌ترین پلتفرم‌های توالی‌یابی با هزینه ۰٫۰۲ دلار برای هر میلیون باز بود که توسط گروه بی‌جی‌آی محاسبه شد.
در سال ۲۰۱۱، ایلومینا دستگاه توالی‌یاب رومیزی به نام MiSeq را عرضه کرد. در زمان عرضه، MiSeq می‌توانست در هر اجرا 1.5G با خوانش‌های جفت انتهایی 150bp تولید کند. یک اجرای توالی‌یابی می‌تواند در صورت استفاده از آماده‌سازی خودکار نمونه دی‌ان‌ای در ۱۰ ساعت انجام شود.
دستگاه Illumina HiSeq از دو ابزار نرم‌افزاری برای محاسبه تعداد و موقعیت خوشه‌های دی‌ان‌ای جهت ارزیابی کیفیت توالی‌یابی استفاده می‌کند: سیستم کنترل HiSeq و تحلیلگر بلادرنگ. این روش‌ها به ارزیابی تداخل احتمالی خوشه‌های نزدیک کمک می‌کنند.

### لایف تکنالاجیز
Life Technologies (در حال حاضر ترمو فیشر) دستگاه‌های توالی‌یاب دی‌ان‌ای را تحت برندهای اپلاید بایوسیستمز و Ion Torrent تولید می‌کند. Applied Biosystems پلتفرم توالی‌یابی نسل بعدی SOLiD را ارائه می‌دهد، و توالی‌یاب‌های مبتنی بر روش Sanger مانند تجزیه‌کننده ژنتیکی 3500. تحت برند Ion Torrent, Applied Biosystems چهار توالی‌یاب نسل بعدی تولید می‌کند: Ion PGM System, Ion Proton System, Ion S5 و سیستم‌های Ion S5xl. این شرکت همچنین در حال توسعه توالی‌یاب جدید خود به نام SeqStudio است که انتظار می‌رود اوایل سال ۲۰۱۸ عرضه شود.
سیستم‌های SOLiD در سال ۲۰۰۶ توسط اپلاید بایوسیستمز خریداری شدند. SOLiD از توالی‌یابی با روش لیگاسیون و رمزگذاری دوپایه استفاده می‌کند. اولین سیستم SOLiD در سال ۲۰۰۷ عرضه شد که طول خوانش‌های 35bp و 3G داده در هر اجرا تولید می‌کرد. پس از پنج ارتقا، سیستم توالی‌یابی 5500xl در سال ۲۰۱۰ منتشر شد که طول خوانش را به 85bp افزایش داد، دقت را به ۹۹٫۹۹٪ بهبود بخشید و در هر اجرای ۷ روزه 30G تولید کرد.
محدودیت طول خوانش در سیستم SOLiD همچنان یک نقطه‌ضعف قابل‌توجه محسوب می‌شود. این محدودیت استفاده از آن را در آزمایش‌هایی که طول خوانش اهمیت کمتری دارد، مانند توالی‌یابی مجدد و تحلیل ترانسکریپتوم، و اخیراً آزمایش‌های ChIP-Seq و متیلاسیون، محدود کرده است. زمان آماده‌سازی نمونه دی‌ان‌ای برای سیستم‌های SOLiD با استفاده از روش‌های خودکار آماده‌سازی کتابخانه‌های توالی‌یابی مانند سیستم Tecan به میزان قابل‌توجهی کاهش یافته است.
داده‌های تولید شده توسط پلتفرم SOLiD در فضای رنگی (Color Space) می‌تواند به بازهای دی‌ان‌ای تبدیل شود تا برای تحلیل بیشتر مورد استفاده قرار گیرد. با این حال، نرم‌افزارهایی که اطلاعات اصلی فضای رنگی را در نظر می‌گیرند می‌توانند نتایج دقیق‌تری ارائه دهند. Life Technologies بسته نرم‌افزاری BioScope را ارائه کرده است که برای تحلیل داده‌های توالی‌یابی مجدد، ChIP-Seq و تحلیل ترانسکریپتوم طراحی شده است. این نرم‌افزار از الگوریتم MaxMapper برای نگاشت خوانش‌های فضای رنگی استفاده می‌کند.

### بکمان کولتر
بکمان کولتر (در حال حاضر داناهر) قبلاً دستگاه‌های توالی‌یاب دی‌ان‌ای مبتنی بر پایان زنجیره و الکتروفورز مویینه را تحت مدل CEQ، شامل CEQ 8000 تولید می‌کرد. این شرکت اکنون سیستم تحلیل ژنتیکی GeXP را تولید می‌کند که از توالی‌یابی دی‌ان‌ای استفاده می‌کند. این روش از یک ترموسایکلر مشابه واکنش زنجیره‌ای پلیمراز برای دناتور، اتصال، و افزایش طول قطعات دی‌ان‌ای استفاده می‌کند و قطعات توالی‌یابی‌شده را تقویت می‌کند.

### پاسیفیک بایوساینسز
پاسیفیک بایوساینسز سامانه‌های توالی‌یابی PacBio RS و Sequel را با استفاده از روش توالی‌یابی زمان واقعی تک‌مولکولی یا SMRT تولید می‌کند. این سیستم می‌تواند خوانش‌هایی با طول چندین هزار جفت‌باز تولید کند. خطاهای خام بیشتر توسط روش اجماع دایره‌ای - که در آن یک رشته بارها خوانده می‌شود - یا با استفاده از استراتژی‌های بهینه‌سازی‌شده بازسازی توالی تصحیح می‌شوند. دانشمندان گزارش داده‌اند که با این استراتژی‌ها دقت ۹۹٫۹۹۹۹٪ به دست آمده است. سیستم Sequel در سال ۲۰۱۵ با ظرفیت افزایش‌یافته و قیمت پایین‌تر معرفی شد.

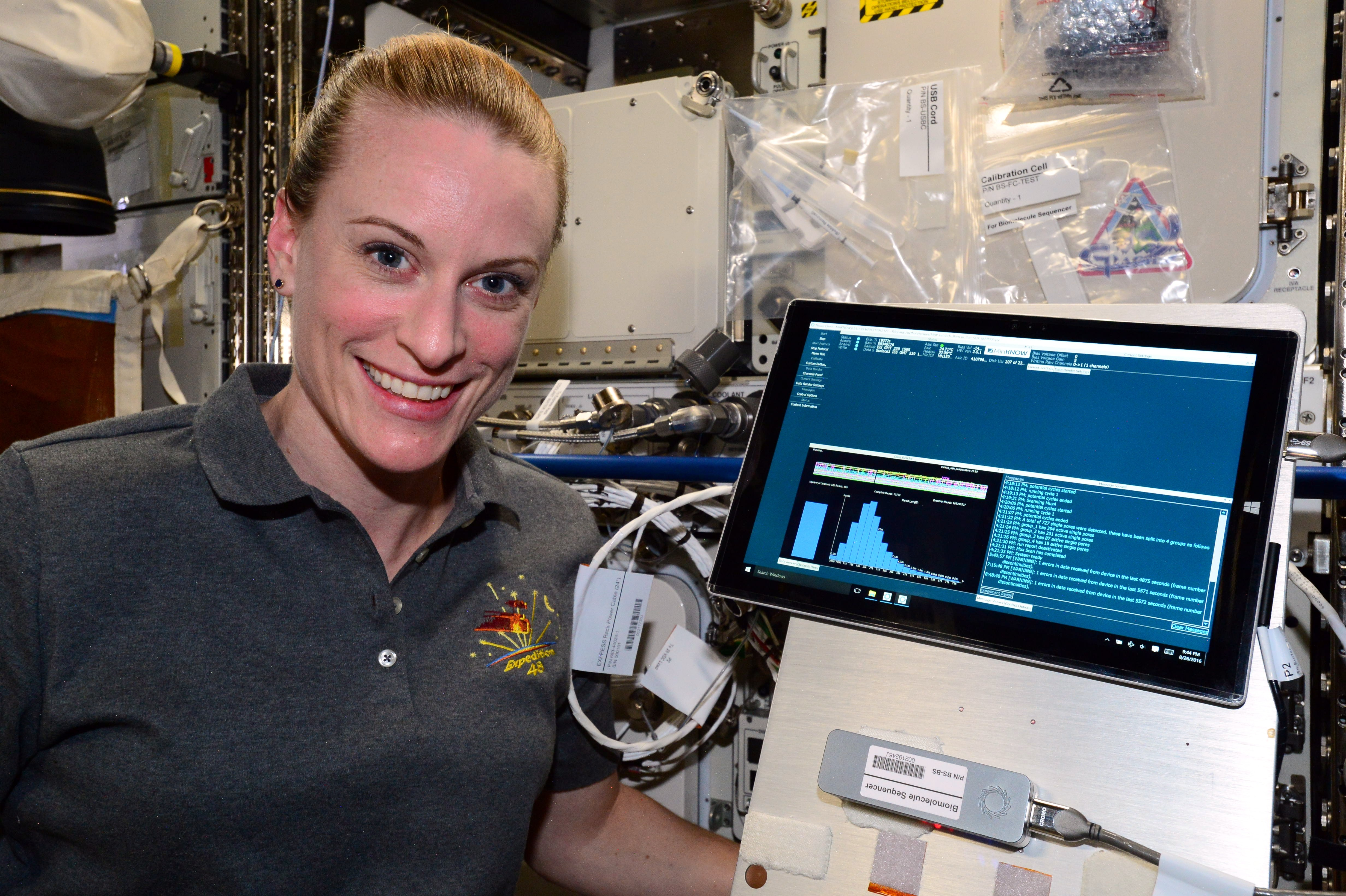
دستگاه توالی‌یاب Oxford Nanopore MinION (پایین سمت راست) که در اوت ۲۰۱۶ توسط فضانورد کاتلین روبینز برای اولین بار در فضا برای توالی‌یابی دی‌ان‌ای استفاده شد.

### آکسفورد نانوپور
Oxford Nanopore Technologies دستگاه MinION را بر اساس فناوری در حال تکامل ترتیب توالی نانوپوره برای تحلیل‌های اسید نوکلئیک توسعه داده است. این دستگاه چهار اینچ طول دارد و از طریق پورت یواس‌بی تغذیه می‌شود. MinION دی‌ان‌ای را مستقیماً با عبور مولکول از میان یک نانوپوره معلق در غشا، با سرعت ۴۵۰ باز در ثانیه رمزگشایی می‌کند. تغییرات در جریان الکتریکی مشخص می‌کند که کدام باز وجود دارد. در ابتدا دقت دستگاه ۶۰ تا ۸۵ درصد بود، در حالی که در دستگاه‌های معمولی این مقدار ۹۹٫۹ درصد است. حتی نتایج با دقت کمتر نیز ممکن است مفید باشد، زیرا این دستگاه طول خوانش‌های بلندی تولید می‌کند. در اوایل سال ۲۰۲۱، پژوهشگران دانشگاه بریتیش کلمبیا با استفاده از برچسب‌های مولکولی خاص توانستند نرخ خطای پنج تا ۱۵ درصد دستگاه را به کمتر از ۰٫۰۰۵ درصد کاهش دهند، حتی هنگام توالی‌یابی بخش‌های طولانی دی‌ان‌ای.
دو نسخه دیگر مبتنی بر MinION نیز تولید شده است: اولین نسخه GridION است که یک دستگاه توالی‌یاب کمی بزرگ‌تر است و می‌تواند پنج سلول جریان MinION را همزمان پردازش کند. دومین نسخه PromethION است که از ۱۰۰٬۰۰۰ نانوپور به صورت موازی استفاده می‌کند و برای توالی‌یابی با حجم بالا مناسب‌تر است.

### ام‌جی‌آی
MGI دستگاه‌های توالی‌یابی با توان بالا برای تحقیقات علمی و کاربردهای بالینی مانند DNBSEQ-G50، DNBSEQ-G400 و DNBSEQ-T7 تولید می‌کند که از فناوری اختصاصی DNBSEQ استفاده می‌کنند. این فناوری بر اساس توالی‌یابی نانوبال دی‌ان‌ای و فناوری‌های ترکیبی پروب-لنگر طراحی شده است که در آن نانوبال‌های دی‌ان‌ای (DNBs) روی یک تراشه آرایه الگودار با استفاده از یک سامانهٔ سیال بارگذاری می‌شوند و سپس یک آغازگر توالی‌یابی به ناحیه آداپتور DNBs اضافه می‌شود تا فرایند هیبریداسیون انجام شود. دستگاه DNBSEQ-T7 می‌تواند خوانش‌های کوتاه را با مقیاس بسیار بزرگی تولید کند—تا ۶۰ ژنوم انسانی در روز.
دستگاه DNBSEQ-T7 برای توالی‌یابی کل ژنوم ویروس SARS-CoV-2 یا کووید-۱۹ برای شناسایی واریانت‌های ژنتیکی مرتبط با بیماری شدید کووید-۱۹ استفاده شده است. پژوهشگران بانک ملی ژن چین از روش‌های جدیدی استفاده کردند که برای اولین بار توالی‌یابی کل ژنوم بدون واکنش زنجیره‌ای پلیمراز (PCR) را با آرایه‌های DNBSEQ انجام دادند. دستگاه MGISEQ-2000 نیز در توالی‌یابی RNA تک‌سلولی برای بررسی پاتوژنز و روند بهبودی بیماران کووید-۱۹ مورد استفاده قرار گرفت و نتایج آن در Nature Medicine منتشر شد.

## مقایسه
فهرست فعلی فناوری‌های توالی‌یابی دی‌ان‌ای نشان‌دهنده یک بازیگر غالب است: ایلومینا (دسامبر ۲۰۱۹)، و پس از آن PacBio، گروه بی‌جی‌آی و Oxford Nanopore.
| توالی‌یاب              | Ion Torrent PGM                 | 454 GS FLX                | HiSeq 2000                        | SOLiDv4                                | PacBio                                 | Sanger 3730xl                          | MGI DNBSEQ-G400                        |
| --------------------- | ------------------------------- | ------------------------- | --------------------------------- | -------------------------------------- | -------------------------------------- | -------------------------------------- | -------------------------------------- |
| تولیدکننده            | Ion Torrent (Life Technologies) | 454 Life Sciences (Roche) | Illumina                          | Applied Biosystems (Life Technologies) | Pacific Biosciences                    | Applied Biosystems (Life Technologies) | MGI                                    |
| شیمی توالی‌یابی        | توالی‌یابی نیمه‌رسانا             | توالی‌یابی با پیروفسفات    | توالی‌یابی با سنتز بر پایه پلی‌مراز | توالی‌یابی بر پایه اتصال                | نوکلئوتیدهای فلورسنت متصل به فسفولیپید | توقف زنجیره دی‌دی‌اکسی                   | تولید نانوبال‌های دی‌ان‌ای (DNB)          |
| روش تقویت             | PCR امولسیون                    | PCR امولسیون              | تقویت پل                          | PCR امولسیون                           | مولکول منفرد؛ بدون تقویت               | PCR                                    | تولید نانوبال دی‌ان‌ای (DNB)             |
| خروجی داده در هر اجرا | ۱۰۰–۲۰۰ مگابایت                 | ۰٫۷ گیگابایت              | ۶۰۰ گیگابایت                      | ۱۲۰ گیگابایت                           | ۰٫۵–۱٫۰ گیگابایت                       | ۱٫۹~۸۴ کیلوبایت                        | ۱۴۴۰ گیگابایت / ۱۵۰۰–۱۸۰۰ میلیون خوانش |
| دقت                   | ۹۹٪                             | ۹۹٫۹٪                     | ۹۹٫۹٪                             | ۹۹٫۹۴٪                                 | 88.0% (>99.9999% CCS یا HGAP)          | ۹۹٫۹۹۹٪                                | ۹۹٫۹۰٪                                 |
| زمان در هر اجرا       | ۲ ساعت                          | ۲۴ ساعت                   | ۳–۱۰ روز                          | ۷–۱۴ روز                               | ۲–۴ ساعت                               | ۲۰ دقیقه تا ۳ ساعت                     | ۳–۵ روز                                |
| طول خوانش             | ۲۰۰–۴۰۰ باز                     | ۷۰۰ باز                   | 100x100 باز انتهای جفتی           | 50x50 باز انتهای جفتی                  | ۱۴٬۰۰۰ باز (N50)                       | ۴۰۰–۹۰۰ باز                            | ۱۰۰/۱۵۰/۲۰۰ باز انتهای جفتی            |
| هزینه در هر اجرا      | ۳۵۰ دلار                        | ۷۰۰۰ دلار                 | ۶۰۰۰ دلار (ژنوم انسانی 30x)       | ۴۰۰۰ دلار                              | ۱۲۵–۳۰۰ دلار                           | ۴ دلار (خوانش تک/واکنش)                | نامشخص                                 |
| هزینه در هر مگابایت   | ۱ دلار                          | ۱۰ دلار                   | ۰٫۰۷ دلار                         | ۰٫۱۳ دلار                              | ۰٫۱۳–۰٫۶۰ دلار                         | ۲۴۰۰ دلار                              | ۰٫۰۰۷ دلار                             |
| هزینه دستگاه          | ۸۰٬۰۰۰ دلار                     | ۵۰۰٬۰۰۰ دلار              | ۶۹۰٬۰۰۰ دلار                      | ۴۹۵٬۰۰۰ دلار                           | ۶۹۵٬۰۰۰ دلار                           | ۹۵٬۰۰۰ دلار                            | نامشخص                                 |